# Želodko Superca
Želodko Superca (angleško Oakie Doke) je bil otroški televizijski program, ki so ga od septembra 1995 do decembra 1996 predvajali na televiziji BBC. Nastajal je pod okriljem Cosgrove Hall Productions in bil prikazan v tehniki stop motion. Program obsega dve seriji in 27 epizod.

## Povzetek zgodbe
Želodko Superca je živel v hrastu. Na glavi je nosil želod in hrastov list, ki mu je pokrival zgornji del telesa. Imel je svetlo-zeleno kožo in rožnata lica. Bil je prijazen lik in spoštovan član gozda.
Na začetku oddaje je eden od njegovih prijateljev pozvonil na dnu drevesa in ga zbudil. Želodko se je pognal po toboganu okrog debla drevesa in epizoda se je začela. V epizodi se je navadno eden od Želodkovih prijateljev znašel v težavah v gozdu in Želodko mu je takoj prihitel na pomoč. Pri tem so mu pogosto pomagali prijatelji iz gozda: družina krtov - Manny, Marcia in Marcus, družina miši - Albert, Rose, Snoot in Root, žaba po imenu Moses in družina ježev - Mum, Lizzie in Shrimp. Številne težave so se pojavile zaradi dveh nepoboljšljivih sivih veveric, Davea in Denzila, ki sta se lotevali stvari pred razmišljanja o posledicah. Ko jima je Želodko pozneje očital zaradi vedenja, sta se navadno vendarle vsaj nekoliko pokesali.
Proti koncu epizode, ko je Želodko rešil težavo, je rekel »Torej, kot vedno pravim«, čemur je sledil rimajoč se stavek, povezan z rešitvijo problema. Temu so sledili odobravajoč smeh in aplavz tedaj prisotnih.

## Sodelujoči
- Glasovi: David Holt, Kate Harbour
- Zamisel in načrtovanje: Bridget Appleby
- Scenarij: Jimmy Hibbert
- Glasba: Ernie Wood
- Animacija: Sue Pugh, Stuart Sutcliffe, Paul Couvela
- Lutkarji: Mackinnon & Saunders, Noel Baker, Lucy Gell, Georgina Hayns, Darren Marshall, Bridget Smith, Christine Walker
- Sets: Jeff Spain, Richard Sykes, Rick Kent
- Kostumi in rekviziti: Clare Elliott, Geraldine Corrigan
- Kamera in osvetlitev: Joe Dembinski
- Digitalna sinhronizacija: Simon Hall, Darren Cox
- Sinhronizacijski mešalec: John Wood
- Redakcija: Zyggy Markiewicz
- Izvršni producenti: Brian Cosgrove, Mark Hall, Theresa Plummer-Andrews
- Producent: Jackie Cockle
- Režija: Brian Little